# Scurry
Scurry város az USA Texas államában, Kaufman megyében. Lakosainak száma 688 fő (2020. április 1.).

## Népesség
A település népességének változása:

| 2010 | 681 |
| 2020 | 688 |